# Wendell & Wild
Wendell & Wild ist ein Stop-Motion-Animationsfilm aus dem Jahr 2022 unter der Regie von Henry Selick. Die Horrorkomödie stellt zwei Dämonenbrüder in den Mittelpunkt, die es in die Welt der Lebenden verschlägt. Sie verbünden sich dort mit einer afroamerikanischen Jugendlichen, um ihren Erzfeind zu besiegen. In den Titelrollen treten als Sprecher das Comedy-Duo Keegan-Michael Key und Jordan Peele auf.
Für das Design der Puppen zeichnete der argentinische Künstler Pablo Lobato verantwortlich.
Der Film wurde am 11. September 2022 beim Toronto International Film Festival uraufgeführt. Am 28. Oktober 2022 erfolgte eine Veröffentlichung über den Streamingdienst Netflix.

## Handlung
Die intriganten Dämonenbrüder Wendell und Wild entkommen aus der Unterwelt. Mit Hilfe einer unglücklichen Beschwörungsformel der 13-jährigen Kat gelangen sie in die Menschenwelt. Dort werden Wendell und Wild aber nicht mit offenen Armen empfangen. Das sich für Gothic-Kultur begeisternde, afroamerikanische Mädchen verlangt einen Ausgleich für ihre Bemühungen. Dies ist der Beginn eines bizarren Abenteuers, bei dem sich die beiden Dämonen u. a. der ungläubigen Nonne Schwester Helly erwehren müssen. Und auch gegenüber der von Wut und Schuldgefühlen geplagten Kat, die über todbringenden Dämonenstaub verfügt, müssen sie vorsichtig sein.

## Synchronisation

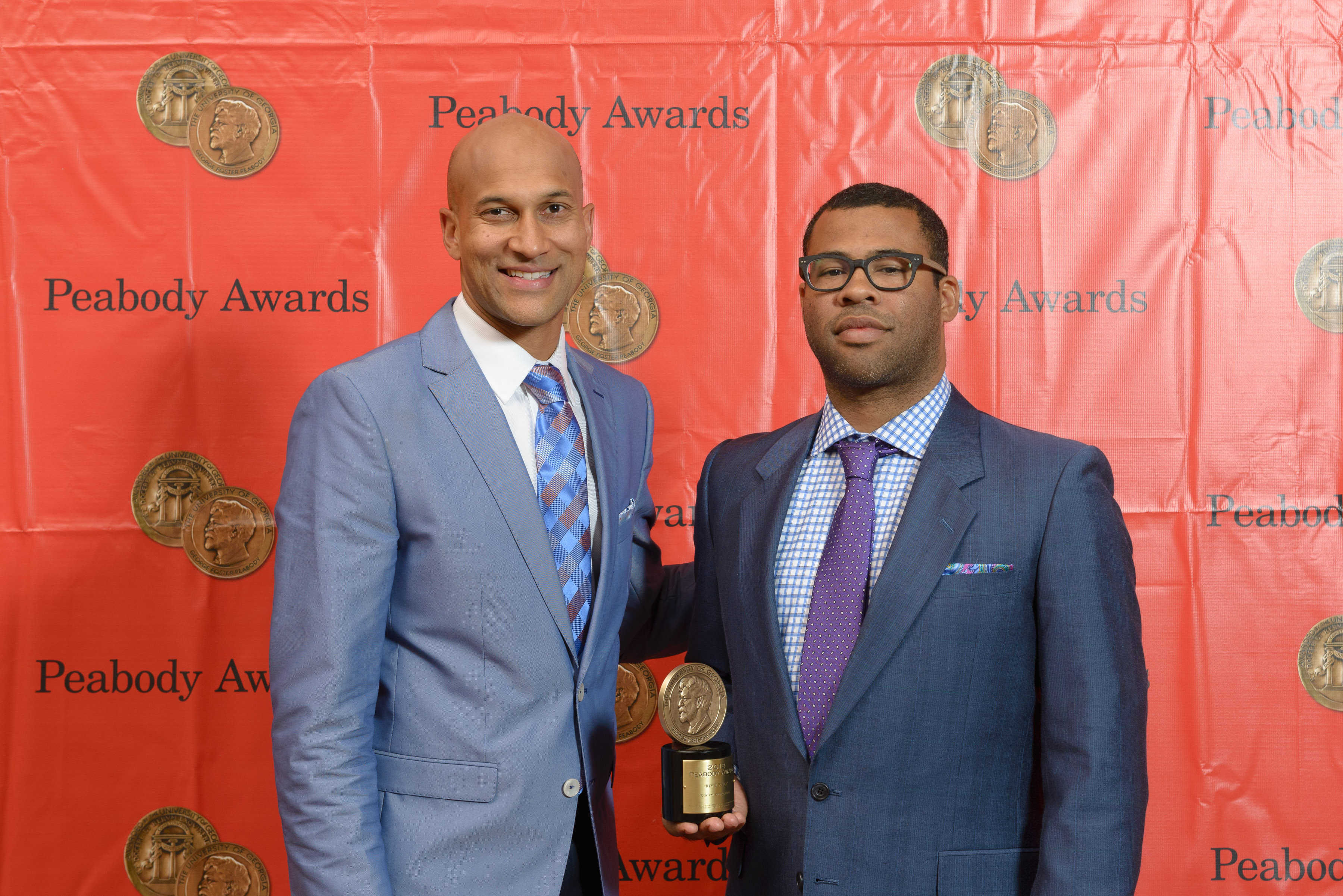
Das Comedy-Duo Keegan-Michael Key (links) und Jordan Peele (2014)

Die deutschsprachige Synchronisation entstand bei der FFS Film- & Fernseh-Synchron nach einem Dialogbuch von Chiara Haurand unter der Dialogregie von Marika von Radvanyi.
| Rolle                                 | Englische Sprecher | Deutsche Sprecher  |
| ------------------------------------- | ------------------ | ------------------ |
| Wendell                               | Keegan-Michael Key | Hans-Georg Panczak |
| Wild                                  | Jordan Peele       | Patrick Schröder   |
| Kat Elliot                            | Lyric Ross         | Pia Amofa-Antwi    |
| Schwester Helley                      | Angela Bassett     | Anke Reitzenstein  |
| Pater Bests                           | James Hong         | Hans-Rainer Müller |
| Raul                                  | Sam Zelaya         | Maximilian Belle   |
| Siobhan                               | Tamara Smart       | Chiara Haurand     |
| Sloane                                | Seema Virdi        |                    |
| Sweetie                               | Ramona Young       |                    |
| Buffalo Belzer                        | Ving Rhames        | Pat Zwingmann      |
| Schwester Daley / Schwester Chinstrap | Michele Mariana    |                    |

Darüber hinaus wurden Natalie Martinez, Tantoo Cardinal, Jigal Naor, Gary Gatewood, Gabrielle Dennis, David Harewood und Maxine Peake für unbekannte Sprechrollen verpflichtet.

## Entstehungsgeschichte

### Vorproduktion

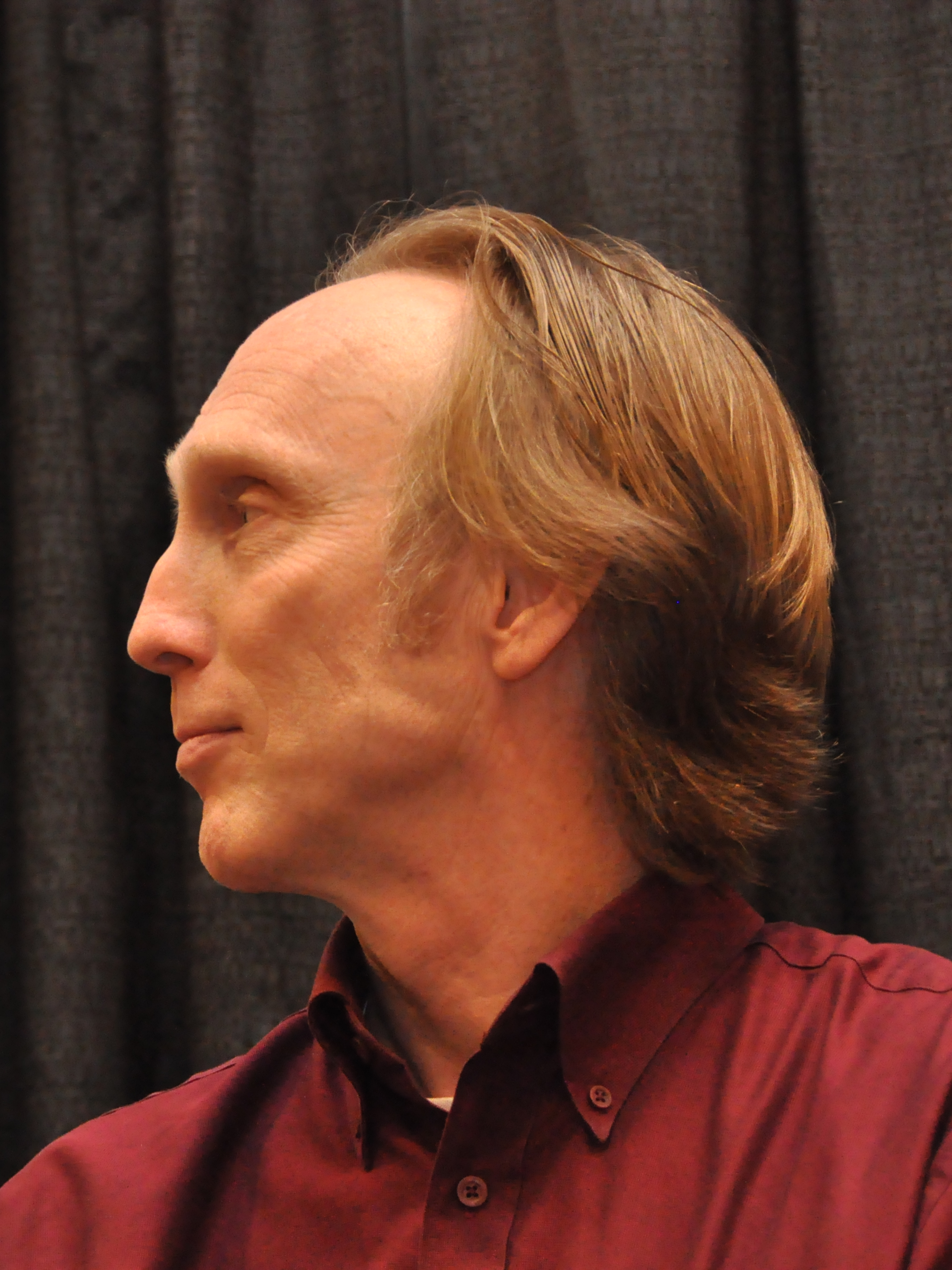
Henry Selick (2009)

Anfang November 2015 wurde bekannt, dass Henry Selick mit Wendell & Wild einen neuen Stop-Motion-Animationsfilm mit Keegan-Michael Key und Jordan Peele vorbereitete. Als Basis für das Drehbuch sollte eine Originalgeschichte von Selick dienen. Mehr als zwei Jahre später, im März 2018, nahm sich der Streaminganbieter Netflix des Filmprojekts an. Peele gab an, dass der gemeinsame Voice-Acting-Prozess im Aufnahmestudio mit Key sehr ideenreich war. Viel Zeit hätten beide mit einer Anfangsszene zugebracht, die Selick geschrieben hätte, um die Figuren und den Rahmen der Szene zu entdecken. Dies habe er als Inspiration genutzt, um weiter am Drehbuch zu schreiben. Der bekannte argentinische Künstler Pablo Lobato war als führender Designer bei der Entwicklung der Stop-Motion-Figuren tätig. Er hatte vor allem Bekanntheit durch seine satirischen Zeichnungen von Prominenten, Politikern und Sportlern erhalten. Anfang Juni 2020 wurde der Franzose Bruno Coulais als Komponist für die Filmmusik bestätigt. Mitte März 2022 wurde die Besetzung von Netflix über die Video-Plattform YouTube bekanntgegeben.

### Animation
Ab Mitte Juni 2020 wurde die Produktion des Films aufgrund der COVID-19-Pandemie im Homeoffice weitergeführt. Anfang Oktober 2020 gab Mitproduzentin Ellen Goldsmith-Vein (Gotham Group) in einem Interview bekannt, dass die Produktion in Portland (Oregon) weitergehe, nachdem die Crew unter Waldbränden, die COVID-19-Pandemie sowie über politische und soziale Unruhen geklagt hätte. Es habe sich bei Wendell & Wild um „einen sehr herausfordernden Film“ gehandelt. Für die Kamera zeichneten Peter Sorg, für den Schnitt Robert Anich und Sarah K. Reimers verantwortlich. Die Arbeiten an dem Film in Portland gingen noch bis mindestens Februar 2021 weiter.
Ein Teaser wurde Anfang Juni 2022 veröffentlicht.

## Veröffentlichung und Rezeption
Die Premiere des Films erfolgte am 11. September 2022 auf dem Filmfestival von Toronto. Netflix veröffentlichte ab 21. Oktober Wendell & Wild regulär in den US-amerikanischen Kinos. Eine Bereitstellung über seinen Streamingdienst erfolgte am 28. Oktober 2022.
Auf der Website Rotten Tomatoes hält Wendell & Wild derzeit eine Bewertung von 80 Prozent, basierend auf über 110 englischsprachigen Kritiken und einer Durchschnittswertung von 6,9 von 10 Punkten. Das Fazit der Seite lautet: „Mit visuellen Wunderwerken, die zu seiner ehrgeizigen und umfassenden Geschichte passen, ist Wendell & Wild ein gruseliger Leckerbissen für angehende Horrorfans“. Auf der Website Metacritic erhielt der Film eine Bewertung von 69 Prozent, basierend auf 30 ausgewerteten englischsprachigen Kritiken. Dies entspricht allgemein positive Bewertungen („generally favorable reviews“).

## Auszeichnungen
Wendell & Wild wurde in der Filmpreissaison 2022/23 bisher für 10 Auszeichnungen nominiert.
| Filmpreis (Auswahl)                                     | Kategorie                                                               | Resultat  | Preisträger/ Nominierte |
| ------------------------------------------------------- | ----------------------------------------------------------------------- | --------- | ----------------------- |
| African-American Film Critics Association Awards 2023   | Aufnahme in die Liste der Top-10-Filme                                  | Gewonnen  | k. A.                   |
| African-American Film Critics Association Awards 2023   | Bester Animationsfilm                                                   | Gewonnen  | k. A.                   |
| Annie Awards 2023                                       | Bester Film                                                             | Nominiert | k. A.                   |
| Annie Awards 2023                                       | Beste Regie                                                             | Nominiert | Henry Selick            |
| Annie Awards 2023                                       | Bestes Figurendesign                                                    | Nominiert | Pablo Lobato            |
| Critics’ Choice Movie Awards 2023                       | Bester Animationsfilm                                                   | Nominiert | k. A.                   |
| Hollywood Music In Media Awards 2022                    | Beste Filmmusik – Fantasyfilm                                           | Nominiert | Bruno Coulais           |
| Las Vegas Film Critics Society Awards 2022              | Bester Familienfilm                                                     | Nominiert | k. A.                   |
| NAACP Image Awards 2023                                 | Bester Animationsfilm                                                   | Gewonnen  | k. A.                   |
| NAACP Image Awards 2023                                 | Beste Synchronarbeit                                                    | Nominiert | Angela Bassett          |
| NAACP Image Awards 2023                                 | Beste Synchronarbeit                                                    | Nominiert | Lyric Ross              |
| Phoenix Critics Circle Awards 2022                      | Bester Animationsfilm                                                   | Nominiert | k. A.                   |
| St. Louis Film Critics Association Awards 2022          | Bester Animationsfilm                                                   | Nominiert | k. A.                   |
| VES Awards 2023                                         | Beste erstellte Umgebung in einem Animationsfilm                        | Nominiert | k. A.                   |
| VES Awards 2023                                         | Beste Modellierung in einem fotorealistischen oder animierten Spielfilm | Nominiert | k. A.                   |
| Washington DC Area Film Critics Association Awards 2022 | Bester Animationsfilm                                                   | Nominiert | k. A.                   |